# Palazzetto dello Sport (Scandicci)
Il palazzetto dello sport è un'arena coperta di Scandicci.

## Storia e descrizione
Il palazzetto viene utilizzato sia per attività sportive, come palestra e per gare di pallavolo e calcio a 5, sia per attività ludiche, come concerti musicali.
Ospita le gare casalinghe della squadra femminile di pallavolo della Pallavolo Scandicci e di calcio a 5 della AF Firenze Calcio a 5.